# Беларусь и вторжение России на Украину
24 февраля 2022 года Россия начала вторжение на Украину. Военная кампания началась после длительного наращивания военной мощи и признания Россией подконтрольных ей Донецкой и Луганской народных республик.
Беларусь предоставила для ВС РФ свою территорию, что было подтверждено властями страны. Белорусская сторона обвинила Украину в разрушении межгосударственных отношений и в периодическом вмешательстве в свои внутренние дела начиная с 2020 года. Отдельные военные и государственные деятели Украины неоднократно заявляли о прямом участии белорусской армии во вторжении. В свою очередь министерства обороны Беларуси, России и США, а также офис президента Украины данную информацию опровергают.
Тем временем белорусская оппозиция осудила действия и позицию государственной власти Беларуси и запустила кампанию по противодействию войск Беларуси и России в виде антивоенных протестов и акций прямого действия. Сразу после начала боевых действий был создан ряд вооружённых формирований, крупнейшим из которых стал полк имени Кастуся Калиновского для войны на стороне Украины. Вербовка и тренировка добровольцев осуществляется преимущественно на территории Польши.
По данным соцопросов, проводившихся с июня 2022 года по декабрь 2024 года, 30 — 34 % белорусов поддерживали военные действия России на Украине, 38 — 45 % — не поддерживали.

## Предыстория

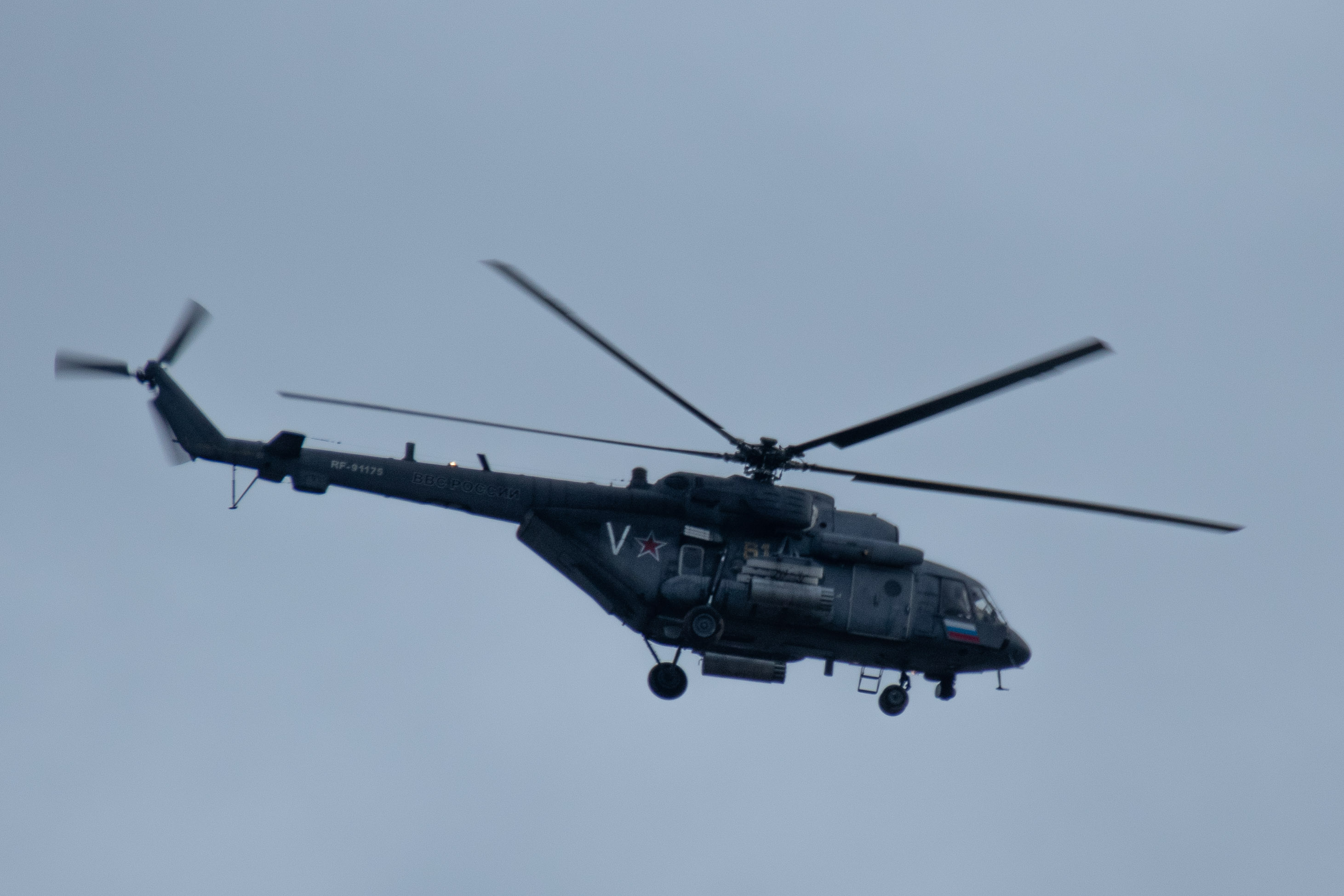
Транспортно-штурмовой вертолёт Ми-171Ш (Ми-8АМТШ) RF-91175 ВВС России над Минском, 23 февраля 2022 года

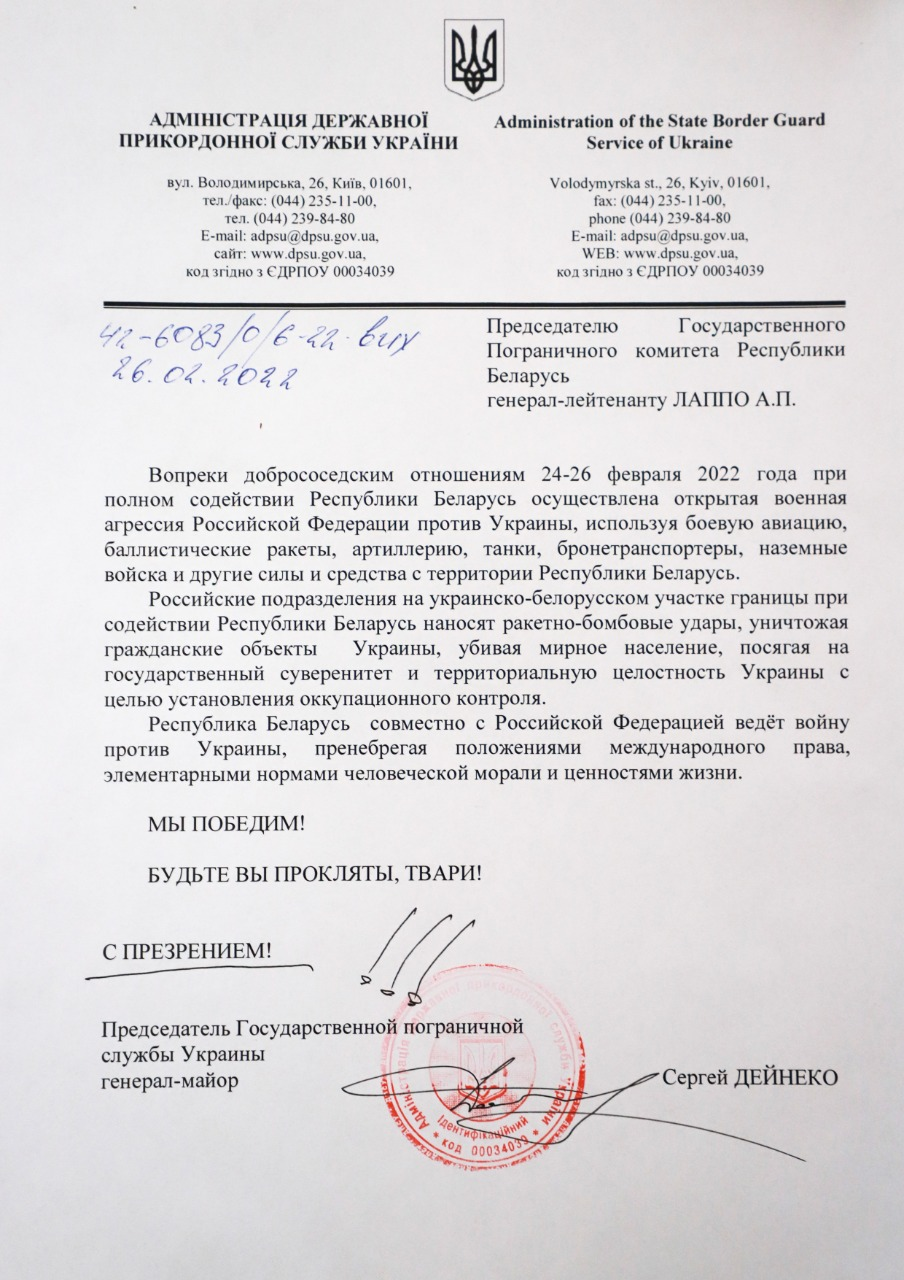
Письмо Председателя Государственной пограничной службы Украины Сергея Дейнеко Председателю Государственного пограничного комитета Республики Беларусь Анатолию Лаппо с обвинением белорусской стороны в соучастии во вторжении России на территорию Украины (26 февраля 2022 года), с оскорблением и проклятием

После смены власти на Украине в феврале 2014 года Беларусь заняла неоднозначную позицию по отношению к Киеву. В марте 2014 года после аннексии Россией Крыма белорусский президент Александр Лукашенко выступил с заявлением в поддержку территориальной целостности Украины, но в то же время Беларусь не поддержала ни одного международного документа, осуждающего действия РФ в Крыму. В июне 2014 года Лукашенко прибыл в Киев на инаугурацию нового украинского президента Петра Порошенко, а после начала войны в Донбассе белорусский президент пытался играть роль посредника между Киевом и Москвой. Беларусь предоставила свою территорию для переговоров с участием представителей Украины, ОБСЕ, России и самопровозглашённых ДНР и ЛНР, что привело к заключению в Минске ряда соглашений о прекращении конфликта на востоке Украины. В это время Лукашенко активно позиционировал себя в качестве миротворца, пытаясь улучшить свои отношения с Западом и дистанцироваться от Москвы, чтобы сохранять нейтралитет в российско-украинском конфликте. Беларусь также активно сотрудничала с Украиной в экономике, а Киев был третьим по величине экономическим партнёром Минска после России и ЕС. В это же время Россия пыталась усилить интеграцию с Беларусью, что привело к серьёзному осложнению российско-белорусских отношений накануне президентских выборов в Беларуси 2020 года. В ходе предвыборной кампании Лукашенко активно использовал антироссийскую риторику и обвинял Кремль в попытках дестабилизировать ситуацию в стране, пиком чего стало «дело вагнеровцев».
Однако после президентских выборов в Беларуси 2020 года внешняя политика Минска кардинально изменилась. Лукашенко жестоко подавил протесты оппозиции против итогов выборов, а Украина вслед за США и ЕС отказалась признавать Лукашенко легитимно избранным президентом. Отношения Беларуси с Украиной и Западом ещё сильнее ухудшили инцидент с посадкой Boeing 737 в Минске и миграционный кризис на границе Беларуси и ЕС. С 2021 года Украина перестала рассматривать Минск как подходящую площадку для переговоров по урегулированию ситуации в Донбассе, а сами эти переговоры зашли в глухой тупик.
Россия же в разгар протестов 2020 года оказала существенную поддержку действующим властям Беларуси, став важнейшим фактором сохранения власти Лукашенко. Поддержка Западом протестов белорусской и российской оппозиции также сблизили Москву и Минск. На этом фоне Беларусь радикально меняет политику относительно Украины: если в прошлые годы Лукашенко говорил, что «Беларусь не создаст проблем Украине», то в ноябре 2021 года он заявил о том, что «если опять развяжут войнушку в Донбассе или где-то на границе с Россией, Беларусь в стороне не останется. И ясно, на чьей стороне будет Беларусь». В январе 2022 года Беларусь принимает участие в операции ОДКБ в Казахстане, которую по словам Лукашенко, он с Путиным разработали в течение часа. В конце января 2022 года Лукашенко в ходе телеобращения к белорусскому народу заявил, что «мы вернём нашу Украину в лоно нашего славянства». В начале февраля Лукашенко заявил, что на Западе «понимают, что бесперспективно с нами воевать, прежде всего, с Россией. Мы не говорим о ядерном каком-то и прочем оружии», а также предположил, что «Украина никогда с нами не будет воевать: эта война продлится, ну, максимум три-четыре дня. Там некому будет против нас воевать».

### Военные учения Союзная решимость-2022
На фоне острого кризиса в отношениях между Западом и Россией в феврале 2022 года были проведены масштабные российско-белорусские военные учения «Союзная решимость — 2022». Отмечалось, что обычно подобные манёвры проходят ранней осенью и об их проведении объявляют более чем за полгода, тогда как об этих учениях стало известно лишь незадолго до их начала. Россия стянула в Беларусь значительные силы, и по словам обозревателя Артёма Шрайбмана, «такого количества российских военных на белорусской территории не было за всю постсоветскую историю», а генсек НАТО Йенс Столтенберг оценил их численность в 30 тысяч человек. На Западе изначально опасались, что эти учения способны перерасти во вторжение российских войск на Украину. В свою очередь, Вооружённые силы Украины начали по всей территории страны учения «Метель — 2022».
14 февраля министр обороны Украины Алексей Резников и министр обороны Беларуси Виктор Хренин договорились, что украинский военный атташе посетит учения «Союзная решимость — 2022», а в свою очередь представитель министерства обороны Беларуси посетит учения «Метель — 2022», а также договорились о продолжении контактов в оборонной сфере. По словам Резникова, Хренин заверил его «в отсутствии рисков и угроз для Украины с территории Республики Беларусь».
Учения «Союзная решимость — 2022» должны были пройти с 10 по 20 февраля. 16 февраля белорусский министр иностранных дел Владимир Макей заявил, что «российские войска не останутся в Беларуси после учений» и добавил, что «с нашей стороны чётко прозвучали заверения, что никто не собирается нападать». Однако 20 февраля Беларусь и Россия объявили о продлении военных учений под предлогом «обострения ситуации на Донбассе». 24 февраля Россия начала полномасштабное вторжение на Украину, атаковав украинское государство в том числе со стороны Беларуси.

## Действия белорусской власти

### Заявления Лукашенко
24 февраля президент Республики Беларусь Александр Лукашенко заявил, что белорусская армия не участвует во вторжении на Украину.
17 июня, во время посещения ОАО «Белшина», Александр Лукашенко сказал, что Россия не просила его вводить войска на Украину, но обвинил западные страны в том, что они толкают Беларусь в конфликт, чтобы убрать «белорусский балкон» и «выстроить фронт — линию от Питера до Ростова».
4 октября Александр Лукашенко впервые заявил, что Беларусь участвует в российском вторжении, утверждая, что белорусские военные не принимают непосредственного участия в боевых действиях. По его словам, участие Беларуси заключается в том, чтобы не допустить распространения конфликта на свою территорию, «нанесения удара по стране под прикрытием специальной военной операции со стороны Польши, Литвы и Латвии». В июле Александр Лукашенко заявлял, что у России и Беларуси единая группировка вооружённых сил, а войска его страны «заняли оборону от Брестской крепости по южные границы, чтобы не допустить удара в спину россиянам со стороны войск НАТО».
16 февраля 2023 года Александр Лукашенко на встрече с иностранными журналистами вновь обвинил Украину в том, будто она спровоцировала Россию на вторжение, и сказал, что белорусская армия примет непосредственное участие в боевых действиях на стороне России только в том случае, если территория Беларуси будет атакована.
24 ноября 2023 года Давид Арахамия дал интервью телеканалу «1+1», выложенному на Youtube-канале журналистки Натальи Мосейчук, в котором рассказал о переговорах Лукашенко и Зеленского весной 2022 года, организованных народным депутатом Украины Евгением Шевченко. По его словам, инициатором переговоров был Александр Лукашенко, который заверял, что белорусская армия не будет участвовать в войне, однако он не может предотвратить использование армией России белорусской инфраструктуры.
18 августа 2024 года Александр Лукашенко заявил о том, что к границе с Украиной переброшена почти треть белорусской армии, поскольку Киев держит там более 120 тысяч военнослужащих и продолжает подвозить новые части. По словам Лукашенко, выстроены оборонительные рубежи от Бреста к Гродно, а литовская и польская границы перекрыты. По его мнению, начав операцию в Курской области Киев поступил неправильно.

### Письмо Владимира Макея
6 апреля 2022 года в Брюссель и несколько других европейских столиц было разослано письмо за подписью министра иностранных дел Беларуси Владимира Макея. В письме говорится, что «неудачная цепь событий, произошедших после 2020 года» привела к появлению на границе ЕС и Беларуси новой политической, экономической, финансовой, гуманитарной и физической «берлинской стены». В послании призывалось прекратить санкции в отношении Беларуси и «охоту на ведьм» в международных организациях. В письме также говорилось, что Беларусь не будет втянута в войну, однако Беларусь долгие годы предупреждала о новой «пороховой бочке» в регионе, готовившейся долгие годы. По словам представителя МИД Беларуси Анатолия Глаза, поводом для написания письма стало 30-летие дипломатических отношений Беларуси и ЕС.
В конце апреля 2022 года спецпосланник США по Беларуси Джули Фишер, комментируя письмо Макея, сказала, что США рассматривают Беларусь как соучастника российской агрессии. По её словам, для того, чтобы западные страны сняли санкции, необходимо освободить политзаключённых, провести новые выборы под международным наблюдением и прекратить поддержку российской агрессии в Украине.

### Дезинформация со стороны Беларуси
22 февраля министр обороны Беларуси Виктор Хренин был вовлечён в более масштабную попытку России обмануть украинское правительство относительно своих намерений, так Виктор Хренин лично заверил министра обороны Украины Алексея Резникова, дав «слово офицера», что он не допустит вторжения на Украину с белорусской территории.

### Использование территории и инфраструктуры
Территория Беларуси использовалась Россией в качестве одного из плацдармов для наступления на Украину. В качестве предлога для концентрации войск использовались совместные военные учения «Союзная решимость-2022». Местные жители Брестской, Гомельской и Минской областей наблюдали и фотографировали большое количество российской наземной военной техники и авиации, в том числе со знаками «V» и «O» на борту. 26 февраля Reuters со ссылкой на оператора спутников Maxar опубликовал фотографии 150 вертолётов на импровизированных аэродромах и сотен единиц наземной техники в полях Гомельской области.
27 февраля Лукашенко признал, что 23 февраля с белорусской территории Вооружёнными силами России наносились ракетные удары по территории Украины.
Кроме того, уже после начала вторжения российских войск Лукашенко заявил, что по Украине наносятся только ракетные удары и для предотвращения «наземной операции», которая повлечёт за собой полномасштабную войну на Украине и «массовую бойню», президент Украины Владимир Зеленский должен «искать пути к недопущению кровопролития» и «сесть за стол переговоров».
На 3 марта, по заявлениям Пентагона, более 70 пусков ракет по Украине было осуществлено с территории Беларуси.
8 марта израильский оператор спутников ImageSat International опубликовал спутниковые снимки трёх российских оперативно-тактических ракетных комплексов (предположительно «Искандер»), развёрнутых в поле возле Калинковичей. Кроме того, на спутниковых снимках было зафиксировано увеличение группировки российских самолётов ДРЛО А-50 или А-100 и вертолётов Ми-26 на авиабазе в Барановичах.
10 марта секретарь СНБО Украины Алексей Данилов назвал нападение с белорусской территории «ударом в спину»: в отличие от остальных направлений российского вторжения, оно стало неожиданностью.
10 марта в Коростене (Житомирская область Украины) после авиаудара, предположительно нанесённого самолётом, вылетевшим с территории Республики Беларусь, погибли два белорусских дальнобойщика. Вечером 10 марта российский военный самолёт разбился возле аэродрома в Лунинце (Брестская область), оба пилота, по словам местных жителей, успешно катапультировались. Украинское издание «Обозреватель» сообщило, что этот самолёт был сбит в небе над Украиной и не сумел долететь до Лунинца.
В середине марта агентство Reuters опубликовало очередные аэроснимки российских войск, которые находятся непосредственно на границе Беларуси и Украины: в Мозырьском и Наровлянском районах Гомельской области.
1 апреля ОБСЕ опубликовала доклад, в котором Беларусь не рассматривается в качестве участника военного конфликта, равно как и страны НАТО, поставляющие Украине вооружение и обменивающиеся с ней разведданными. При этом в докладе содержится комментарий Украины, в котором она ссылается на третью статью резолюции № 3314 Генассамблеи ООН от 14 декабря 1974 года «Определение агрессии», которая приравнивает предоставление территории для агрессии к самой агрессии.
2 апреля 2022 года украинская военная разведка сообщила, что российские солдаты, вернувшиеся из Киевской области, организовали в белорусской Наровле импровизированный базар, на котором продавали бытовую технику, бижутерию, автомобили, велосипеды, мотоциклы, детские игрушки. 4 апреля белорусские журналисты опубликовали 3-часовое видео из офиса международной курьерской службы, на котором запечатлены российские солдаты (по меньшей мере один из них имел шеврон 56-го гвардейского десантно-штурмового полка), оформлявшие отправление различных посылок, включая крупногабаритные; предположительно в этих посылках были награбленные вещи. Кроме того, российские солдаты создавали объявления о продаже различных товаров за белорусские рубли через Интернет.
По данным мониторинговой группы «Беларускі Гаюн» на 4 мая 2022 года, с территории Беларуси по Украине была запущена как минимум 631 ракета. Последний известный на эту дату запуск произошёл 3 мая.
В ночь на 25 июня территория Украины подверглась массированному ракетно-бомбовому удару. Согласно заявлению Главного управления разведки Украины, удары в том числе наносились непосредственно из воздушного пространства Беларуси. ГУР Украины заявил, что шесть стратегических бомбардировщиков Ту-22М3 взлетели из аэропорта «Шайковка» Калужской области России, после чего через территорию Калужской и Смоленской областей входили в воздушное пространство Беларуси; рубежом пусков стал район города Петриков; всего было запущено 12 крылатых ракет Х-22.
Согласно сообщению генштаба ВСУ, 28 июля российские войска запустили с территории Республики Беларусь по Киевской и Черниговской областям Украины не менее 20 ракет.

### Участие ВС РБ
Вооружённые силы Беларуси не принимали непосредственного участия во вторжении на Украину 24 февраля 2022 года.
12 марта представитель Министерства обороны США Джон Кёрби сообщил, что Пентагон не может подтвердить участие белорусских вооружённых сил в войне.
23 сентября, через два дня после начала мобилизации в России, Александр Лукашенко на встрече с журналистами заявил, что Беларусь не планирует вслед за Россией проводить мобилизацию. Вместе с тем, по его словам, Беларусь будет продолжать обучать резервистов и территориальную оборону.
10 октября 2022 года Александр Лукашенко провёл совещание по вопросам безопасности. Основными поднятыми темами стали переговоры Анджея Дуды с США по размещению ядерного оружия на территории Польши и планы Польши и Украины задействовать белорусские вооружённые формирования, воюющие на стороне Украины, для дестабилизации обстановки в стране. Лукашенко заявил, что на белорусско-польской границе готовились провокации и теракты вплоть до открытия второго фронта. Как результат, «в связи с обострением на западных границах Союзного государства», было принято решение о развёртывании совместной, белорусско-российской группировки войск на территории Беларуси, основу которой должны составить белорусские военные. При этом основная цель, по словам Лукашенко, «не допустить войны на территории страны». Послу Украины в Беларуси Игорю Кизиму была вручена дипломатическая нота. Ранее, 9 октября, председатель ГПК Республики Беларусь Анатолий Лаппо рассказал, что украинцы взорвали приграничные мосты, заминировали приграничные дороги а также постоянно ведут аэроразведку. Заместитель министра внутренних дел Украины Игорь Бондаренко подтвердил минирование дорог, но сказал, что минирование является мерой оборонительного характера. Президент Украины Владимир Зеленский отверг обвинения в подготовке нападения и терактов, сказав, что Украину интересует только восстановление территориальной целостности и, в свою очередь, обвинил Россию в давлении на Беларусь и попытке напрямую втянуть в войну. По его словам, на встрече G7 Украина выступила с инициативой создания международной мониторинговой миссии на белорусско-украинской границе. Министр иностранных дел Республики Беларусь Владимир Макей, комментируя предложение Зеленского на заседании СМИД СНГ в Астане, заявил, что направление представителей западных стран на белорусско-украинскую границу будет означать их фактическое вовлечение в конфликт.
20 октября 2022 года координатор по стратегическим коммуникациям в Совете национальной безопасности Джон Кирби и пресс-секретарь Пентагона Пэт Райдер во время брифингов оценили вторжение новой белорусско-российской группировки войск на Украину как минимальную. По их словам, основная цель её создания — оттянуть как можно больше украинской армии с юга страны на прикрытие северной границы.
6 декабря 2022 года начальник ГУР Минобороны Украины Кирилл Буданов заявил, что на территории Беларуси концентрируется «исключительно оборонительное оружие, которое в принципе нельзя использовать в наступлении», слухи о повторном нападении со стороны Беларуси являются российской операцией по дезинформации. 17 декабря ещё один представитель ГУР Минобороны Украины Андрей Юсов в эфире украинского агентства УНИАН сказал, что Беларусь не готовит крупные ударные группировки, однако служит для России полигоном для тренировки мобилизованных и поставщиком вооружения, включая тяжёлого.
8 января 2023 года Министерство обороны Республики Беларусь анонсировало проведение с 16 января по 1 февраля совместных белорусско-российских лётно-тактических учений. 10 января представитель ВСУ Александр Павлюк сказал, что Украина усилила защиту Киева. 11 января Министерство обороны Великобритании опубликовало заметку в Twitter, в котором было сказано, что передислоцированных в Беларусь российских вертолётов недостаточно для повторного вторжения.

#### Военные инструкторы
В марте 2023 года Минобороны страны опубликовало кадры с подготовки белорусскими инструкторами российских военных. Военнослужащие РФ совершенствовали свою стрельбу из автоматов, практиковались в вождении бронетехники, изучали тактическую медицину, прошли инженерную подготовку и психологическую полосу препятствий. Еврорадио сообщило, что обучение якобы проводилось для дальнейшего участия в боевых действиях в Украине.
В апреле начальник главного управления боевой подготовки генерал-майор Александр Бас заявил БЕЛТА, что около 500 белорусских инструкторов готовят военных региональной группировки войск. Как он отметил, обучение проводится на основании анализа форм и способов применения войск во время конфликта в Украине.
Для подготовки бойцов, в том числе мобилизированных, были созданы палаточные лагеря на полигонах «Лепельский» под Лепелем, «Репища» под Осиповичами и «Обуз-Лесновский» под Барановичами.  Обучение проводилось с октября 2022 года по 3 июля 2023 года, после чего объекты свернули. Всего подготовку в Беларуси прошло до нескольких тысяч мобилизированных.

### Беженцы
15 сентября Александр Лукашенко подписал указ, по которому украинским беженцам, попавшим в Беларусь, предоставляются права наравне с белорусскими гражданами, включая получение дошкольного, школьного, среднеспециального, высшего образования, медицинское обслуживание, пособия на детей, пенсии. Белорусские работодатели были освобождены от уплаты госпошлин, связанных с наймом украинских работников.

### Помощь раненым российским военным
Неоднократно сообщалось об использовании российскими войсками больниц в Гомеле и других городах Гомельской области, в которых белорусские и российские врачи лечат их от ран, полученных на территории Украины. Также журналисты сообщали об использовании моргов Гомельской области для временного хранения тел российских солдат, убитых на территории Украины. 13 марта украинские издания сообщили о том, что запасы крови в белорусских больницах, сделанные для лечения раненых российских солдат, подошли к концу, и для операций начали задействовать запасы крови для гражданского населения. Также сообщалось о кампании по донорству крови среди гражданского населения и работников бюджетной сферы в Республике Беларусь. Президент Беларуси Александр Лукашенко в ответ Владимиру Зеленскому сказал, что «лечили и будет лечить этих ребят». Представитель Минобороны Республики Беларусь Л. Касинский заявил, что помощь раненым является общепринятой нормой. Он также сказал, что и украинские военные и дипломаты, находящиеся в Беларуси, с 2012 года получили и продолжают, после 24 февраля, получать медпомощь в Главном военном медицинском центре Вооружённых сил Беларуси.

### Резолюции ООН
2 марта 2022 года Генассамблея ООН приняла резолюцию ES-11/1 с осуждением ввода российских войск на Украину. Беларусь, вместе с Россией, Сирией, Северной Кореей и Эритреей, проголосовала против резолюции.
23 марта 2022 года Россия запросила голосование в Совете Безопасности ООН по гуманитарной резолюции, согласно которой Совет Безопасности призывает «к прекращению огня, достигнутому путём переговоров, для обеспечения быстрой, безопасной, добровольной и беспрепятственной эвакуации всех гражданских лиц». Беларусь, вместе с Северной Кореей и Сирией, выступила соавтором резолюции. СБ ООН отверг резолюцию как попытку Москвы оправдать свою агрессию против Украины. За принятие резолюции проголосовали Россия и Китай, остальные 13 стран (Франция, Великобритания, США, Индия, Ирландия, Кения, Мексика, Норвегия, Албания, Бразилия, Габон, Гана, ОАЭ) воздержались.
12 октября 2022 года Генассамблея ООН приняла резолюцию ES-11/4, которая не признаёт проведённые Россией фиктивные референдумы на оккупированных территориях Херсонской, Запорожской, Донецкой и Луганской областей. Беларусь, вместе с Россией, Сирией, Никарагуа и Северной Кореей, проголосовала против резолюции.
14 ноября 2022 года Генассамблея ООН приняла резолюцию ES-11/5 по выплате Украине Россией репараций. Беларусь, вместе с Россией, Китаем, Северной Кореей, Сирией, Ираном, Центральной Африкой, Эфиопией, Кубой, Зимбабве, Эритреей, Багамскими островами, Мали и  Никарагуа проголосовала против резолюции.

### Сокращение численности диппредставительств
19 марта на контрольно-пропускном пункте Могилев-Подольский-Отачь произошёл инцидент, в ходе которого украинский пограничник, ссылаясь на приказ главы погранслужбы Украины Сергея Дейнеко, попытался вручить покидавшему Украину белорусскому послу Игорю Соколу мешочек с монетами, которые назвал «30 сребрениками», чтобы тот передал их главе пограничной службы Беларуси Анатолию Лаппо.
23 марта Беларусь закрыла генконсульство Украины в Бресте, украинское посольство в Минске было сокращено до одного посла и четырёх сотрудников. 25 марта Украина также потребовала у Беларуси сократить штат своего посольства в Киеве до пяти.

### Размещение на территории страны российского ядерного оружия
18 марта 2022 года в интервью телеканалу TBS Александр Лукашенко сказал, что не намерен размещать или производить на территории страны ядерное вооружение, однако с условием, что ядерное оружие не будет размещено в соседней стране, Польше, Литве или Украине.
В конце августа 2022 года, в ответ на переброску в Европу, в рамках операции «Атлантическая решимость», американской военной техники, Беларусь переоборудовала свои военные самолёты для несения российского ядерного оружия.
25 марта 2023 года Владимир Путин заявил, что достиг договорённости с Александром Лукашенко о размещении и хранении на территории Беларуси тактического ядерного оружия, а также добавил, что Лукашенко давно его просил об этом. По его словам, это было сделано в ответ на решение Великобритании поставлять Украине снаряды с обеднённым ураном. В МИД Республики Беларусь указали, что ядерные боезаряды будут находиться на территории страны без передачи Минску контроля за ними.
31 марта 2023 года, на Бучанском саммите в Киеве, Владимир Зеленский раскритиковал Александра Лукашенко. По его словам размещение ядерного оружия на белорусской территории «свидетельствует о полной потере какой-либо субъектности», Александр Лукашенко «больше не решает, какое оружие находится на его территории».
10 апреля 2023 года Александр Лукашенко, на встрече с министром обороны России Сергеем Шойгу, обвинил США и европейские страны в наложении экономических санкций и, таким образом, в нарушении Будапешского меморандума, и призвал Россию защищать Беларусь «как свою собственную территорию».
9 мая 2024 года Владимир Путин и Александр Лукашенко объявили об общих для России и Беларуси военных учениях по задействованию тактического ядерного оружия.
10 мая 2024 года США сообщили о получении спутниковых снимков предполагаемой военной базы для ядерного оружия, строящейся под Осиповичами.

### Экстрадиция россиян
30 марта 2023 года в Минске был задержан Алексей Москалёв, осуждённый в России за якобы совершённую им дискредитацию армии и сбежавший из-под домашнего ареста. 12 апреля того же года он был экстрадирован обратно в Россию.

## Действия белорусской оппозиции

### Офис Тихановской
Находившаяся на тот момент в эмиграции лидер белорусской оппозиции Светлана Тихановская выступила с критикой нынешнего президента Беларуси, считая, что «Лукашенко и его режим полностью разделяют ответственность за войну с российским президентом», обратилась с призывами к белорусским Министерству обороны, Генеральному штабу и Совету безопасности «не выполнять преступные приказы Александра Лукашенко» и «не становиться соучастниками агрессии в отношении соседнего мирного государства», а также, «на основании полномочий, данных белорусским народом в результате президентских выборов 2020 года», объявила себя «представителем белорусского народа и гарантом его прав и свобод до новых выборов».
9 августа 2022 года в Вильнюсе Светлана Тихановская заявила о создании объединённого переходного кабинета. Павел Латушко стал представителем по транзиту власти, Александр Азаров — представителем по восстановлению порядка, Валерий Ковалевский — представителем по иностранным делам, Валерий Сахащик — представителем по обороне и национальной безопасности.
14 ноября 2022 года Светлана Тихановская дала интервью изданию Politico, в котором сказала, что белорусы, литовцы, поляки и украинцы долгое время жили в одном государстве, обвинила Россию в попытке оторвать Беларусь от Европы и впервые назвала себя избранным белорусским президентом.
18 февраля 2023 года Светлана Тихановская посетила Мюнхенскую конференцию по безопасности, открытую в преддверии годовщины российского вторжения. Во время конференции она также встретилась и провела беседу с Джорджем Соросом.

### Акции на территории страны
27 февраля 2022 года в ряде белорусских городов прошли локальные демонстрации против войны и в знак солидарности с Украиной, приуроченные к проведению конституционного референдума. В 17:00 в Минске у здания белорусского генерального штаба начался антивоенный митинг, однако власти вскоре разогнали его. Всего, по предварительным данным, было задержано около 800 человек.
По данным белорусского правозащитного центра «Весна», 3 марта в Минске ОМОН задержал как минимум трёх матерей белорусских солдат, которые молились за мир в Кафедральном соборе на Немиге. Отмечается, что раньше они между собой знакомы не были, плакатов у них не было.

### Вооружённые формирования на стороне Украины

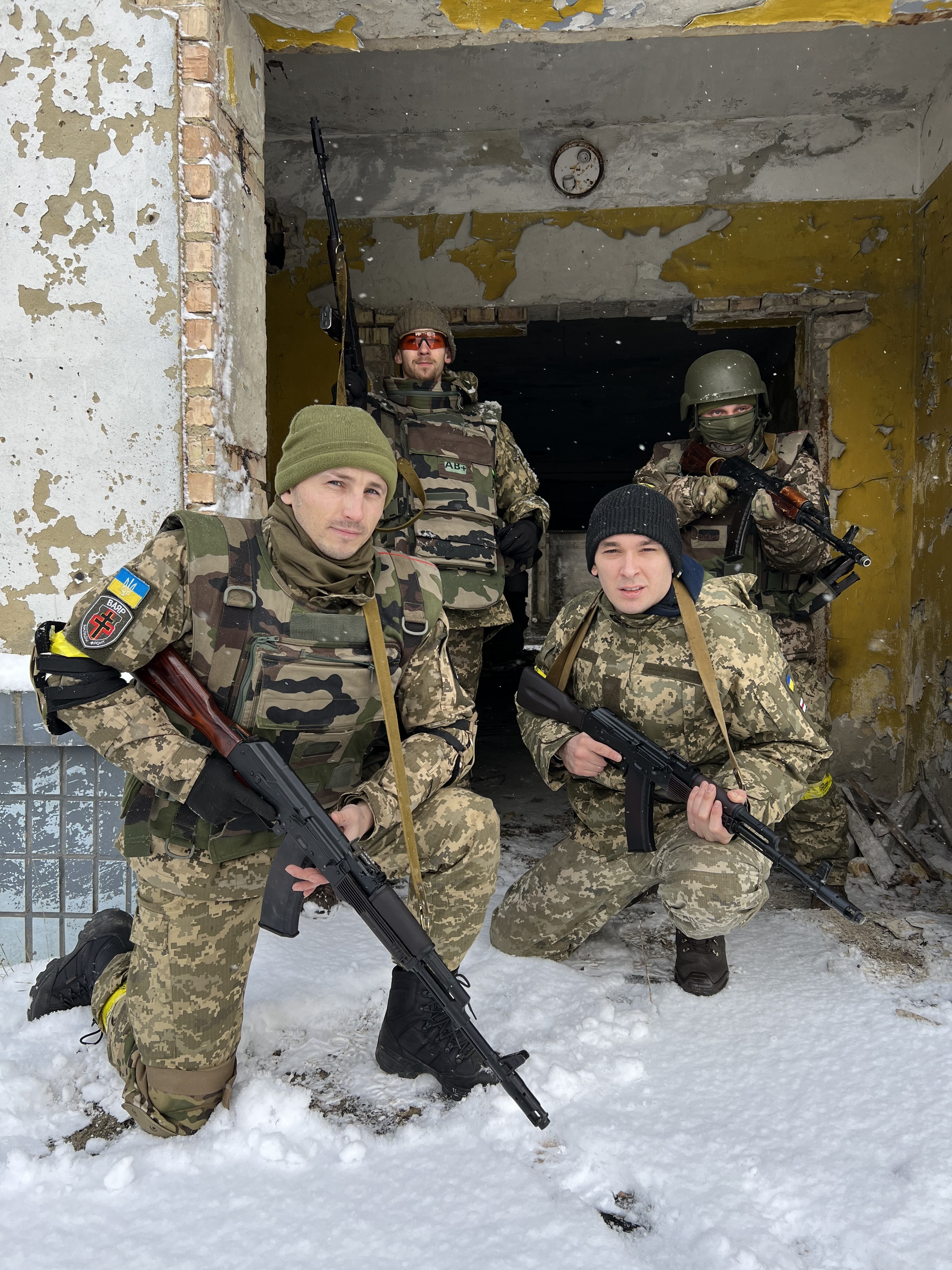
Белорусские добровольцы в составе ВСУ

В начале марта было объявлено о создании батальона имени Кастуся Калиновского, изначальной целью которого стала оборона Киева. Рекрутационный центр был организован при Белорусском доме в Варшаве. Один из членов батальона, бывший сотрудник ОМОН, а до конфликта лидер движения радикальных сторонников перемен «Сопротивление» Павел Кулаженко, дал интервью радио «Свобода», в котором заявил, что конечной целью является создание на базе батальона новой белорусской армии, призванной «освободить Беларусь». По заявлению представителя ГУБОПиК Михаила Бедункевича на 31 марта 2022 года, в составе батальона числилось примерно 50 человек, на всех было заведено уголовное дело по ст.361-3 (участие на территории иностранного государства в вооружённом формировании или вооружённом конфликте, военных действиях, вербовка либо подготовка лиц к такому участию).
Одновременно с батальоном Калиновского был также создан полк «Пагоня», основателем которого стал бывший белорусский ресторатор Вадим Прокопьев, а командиром — Валерий Сахащик. Согласно интервью, которое Прокопьев дал «Голосу Америки» и Deutsche Welle, его цель не только помощь Украине, но и формирование крупной военизированной структуры «на будущее», альтернативных белорусских вооружённых сил, которые смогли бы забрать власть у Александра Лукашенко силой. С его слов, полк «Пагоня» и батальон Калиновского друг с другом не взаимодействуют. На середину апреля численность полка «Пагоня» составляла примерно 30 человек, преимущественно новобранцев, проходящих военную подготовку на территории Польши недалеко от польско-украинской границы.
15 апреля представители батальона Калиновского сообщили, что получили в своё распоряжение оружие от НАТО: зенитно-ракетные комплексы Stinger, автоматы SCAR-L, ручные гранатомёты RGW-90 MATADOR и PSRL-1.
В середине апреля белорусские телеканалы «Беларусь 1» и ОНТ сообщили о 75 белорусах, воюющих на стороне Украины. Среди них бывший ресторатор Вадим Прокопьев, бывший солдат Французского Иностранного легиона и полка «Азов» Иван Марчук, член движения «Сопротивление» Павел Кулаженко, бывший доброволец батальона «Торнадо» Даниил Ляшук, бывшие участники протестов 2020 года Андрей Журавский, Тимур Мицкевич, Игорь Янков, Виталий Пигорев, Вероника Янович.
В мае 2022 года батальон Калиновского стал называться полком. Командиром нового полка стал Денис Прохоров (с позывным «Кит»), воевавший на Донбассе в качестве добровольца в составе полка «Азов» с 2014 года.
5 июня 2022 года Светлана Тихановская дала интервью итальянской газете Corriere della Sera, в котором заявила, что на стороне ВСУ сражается 1500 белорусов-добровольцев.
28 июня 2022 года полк «Пагоня» принял присягу и стал частью Интернационального легиона ВСУ.
11 августа 2022 года бывший член полка Калиновского Виктор Савич дал интервью белорусскому телеканалу «Беларусь 1», в котором заявил, что численность полка Калиновского на тот момент составляла 160 человек.
19 августа 2022 года от полка Калиновского отделился батальон «Террор» под командованием Олега Васильева с позывным «Варяг», названный в честь погибшего Дмитрия Апанасовича (с позывным «Террор»), и стал отдельным формированием в составе ВСУ. Батальон принимал участие в совместных операциях с ротой ВСУ из России под командованием Артёма Краснолуцкого. На протяжении всей осени 2022 года батальон участвовал в боевых действиях под Херсоном.
23 сентября 2022 года полк Калиновского, батальон «Террор» и Белорусский дом в Варшаве были добавлены белорусским правительством в список экстремистских формирований.
17 октября 2022 года председатель КГБ Республики Беларусь Иван Тертель на встрече с работниками МТЗ рассказал, что в ноябре 2022 года полками Калиновского и «Погоня», на фоне неудач российской армии на юге Украины, планировался захват белорусского райцентра, предположительно Малориты, и далее, при поддержке иностранных наёмников, продвижение к Минску.
20 октября 2022 года заместитель командира полка Калиновского Вадим Кабанчук дал интервью «Радио Свобода», в котором сказал, что полк не доверяет до конца Валерию Сахащику, представителю по обороне переходного кабинета Светланы Тихановской, ввиду того, что последний не участвует в боевых действиях вместе с полком.
21 октября 2022 года представитель полка Калиновского с позывным «Марк» дал интервью изданию «Наша Ніва», в котором определил конечные цели формирования как «свержение режима Лукашенко», «освобождение Беларуси через освобождение Украины», «создание платформы для проведения честных демократических выборов». По его словам, мирное освобождение Беларуси невозможно. Он также раскритиковал белорусскую армию, назвав «бабушкиным сервантом, покрытым тюлем» и сказал, что полк Калиновского готов «заходить, как только власть Путина рухнет».
В конце октября 2022 года аэроразведка полка «Пагоня» вошла в состав полка Калиновского. В конце ноября в пресс-службе полка заявили о новом подразделении БПЛА имени Никиты Кривцова.
20 ноября 2022 года министр внутренних дел Республики Беларусь Иван Кубраков в интервью белорусскому телеканалу СТВ сказал, что органами внутренних дел установлено около 160 белорусов, которые находятся за пределами страны и принимают участие в боевых действиях на Украине.
В ноябре 2022 года на Украине было зарегистрировано общественное объединение «Погоня» во главе с Виталием Гурковым, ядром которого стали добровольцы из одноимённого полка. 13 декабря объединение опубликовало декларацию, в которой своими целями поставило «освобождение Беларуси от режима Лукашенко», формирование «регионального объединения стран Междуморья», в которое также должны войти Польша, Украина и Литва, вступление в ЕС, разрыв экономических, политических, военных связей с Россией, лишение русского языка статуса государственного.
2 декабря 2022 года, во время пресс-конференции Объединённого переходного кабинета, Валерий Сахащик заявил о встрече с главнокомандующим ВСУ Валерием Залужным и о создании новой белорусской воинской части в составе ВСУ в непосредственном распоряжении командующего войсками. По его словам, целью её создания является защита Украины, после войны она не пойдёт на белорусскую территорию.
В 2023 году полк Калиновского принимал активное участие в сражении за Бахмут.
18 июня 2023 года издание The Sunday Times опубликовало статью, согласно которой на территории Польши недалеко от Познани осуществляется подготовка спецподразделений из белорусов, покинувших страну в 2020 году.

### Диверсии на ЖД
В начале марта 2022 года русская служба Би-би-си сообщила о партизанских диверсиях на белорусских железных дорогах с целью помешать движению составов военного назначения. В трёх белорусских областях было повреждено сигнальное оборудование, вследствие чего железнодорожные пути были заблокированы. Со ссылкой на данные BYPOL она сообщает, что в результате этих инцидентов была нарушена работа нескольких отделений белорусской железной дороги. Кроме того, BYPOL сообщает, что РЖД запретила движение своих подвижных составов, в том числе военных эшелонов, по территории Беларуси в ночное время, а белорусские машинисты массово отказываются от управления локомотивами и выезда на перегоны.
17 марта советник главы офиса президента Украины Алексей Арестович в своём видеообращении призвал белорусов к «тотальной рельсовой войне». Генпрокуратура Республики Беларусь возбудила в отношении него уголовное дело по ч.3 ст.361 (призывы к мерам ограничительного характера (санкциям), иным действиям, направленным на причинение вреда национальной безопасности Республики Беларусь).
С 17 марта, после возобновления диверсий на инфраструктуре Белорусской железной дороги, по ночам на некоторых перегонах и станциях снова стали дежурить патрули, состоящие из военнослужащих внутренних войск. На некоторых участках железной дороги по 2-3 силовика были приставлены к каждому релейному шкафу. 18 марта стало известно, что спецназ внутренних войск воинской части 3214 будет задействован для охраны железнодорожных путей и инфраструктуры БелЖД на юге Беларуси, ведущих на Украину.
По сообщению «Радио Свобода», СК Беларуси завершил дело о порче железнодорожного оборудования тремя жителями Гомельской области: Дмитрии Равиче, Денисе Дикуне и Олеге Молчанове. Они хотели затруднить переброску российских войск к границе Беларуси и Украины. Все трое были включены белорусским правительством в список террористов. 27 сентября в Гомеле начался закрытый судебный процесс. Равичу, Дикуну и Молчанову предъявлены обвинения по четырём статьям УК РБ, в том числе по статье «Акт терроризма» (ч. 3 ст. 289 УК РБ) и «Измена государству» (ч. 1 ст. 356 УК РБ).

## Действия Украины

### Позиция государства
13 июня 2022 года советник главы Офиса президента Украины Андрея Ермака Михаил Подоляк дал интервью белорусскому изданию «Зеркало», в котором заявил, что украинское руководство рассматривает Беларусь как страну-сателлит России и не видит её в качестве участника или посредника в переговорах.
10 октября 2022 года, после объявления Александром Лукашенко создания региональной группировки войск, Объединённый переходный кабинет Беларуси во главе со Светланой Тихановской предложил Украине установить дипломатические отношения, от чего Украина отказалась. Председатель Комитета по иностранным делам Верховной Рады Украины Александр Мережко в интервью «Радио Свобода» пояснил, что есть сомнения в политической позиции Тихановской. По его словам, легитимным белорусским органом, с которым Киев мог бы вести диалог, является полк имени Калиновского.
18 октября 2022 года в интервью ERR и 29 декабря 2022 года в интервью Kyiv Post секретарь СНБО Украины Алексей Данилов сказал, что Беларусь рассматривается Украиной как оккупированная Россией страна, однако Украина не будет нападать на Беларусь.
19 октября 2022 года представители полка Калиновского провели встречу с межфракционным депутатским объединением «Демократическая Беларусь», в состав которого входили народные депутаты Украины Алексей Гончаренко, София Федина, Никита Потураев, Богдан Яременко, Ирина Геращенко и др. Депутаты заявили о желании сотрудничать с полком «как с легитимным представителем белорусского народа».
22 октября 2022 года народные депутаты Алексей Гончаренко, Ирина Геращенко и Евгения Кравчук внесли в Верховную Раду проект постановления о признании Беларуси страной, «временно оккупированной Россией», и синхронизации санкций в отношении двух стран.

### Обстрелы белорусской территории
17 марта 2022 года Президент Республики Беларусь Александр Лукашенко рассказал журналисту TBS о как минимум двух пусках ракет «Точка-У» с территории Украины по Беларуси, которые удалось сбить.
29 декабря 2022 года один из снарядов украинской ЗРК С-300 упал под деревней Горбаха Ивановского района Брестской области. Как сообщило Минобороны Республики Беларусь, ракета была сбита силами войск противовоздушной обороны. Рассматривалась версия, что инцидент произошёл по аналогии с ноябрьским случаем в Польше, когда ракета ПВО Украины случайно попала по территории страны.
В апреле 2023 года издание The Economist со ссылкой на секретные данные Пентагона сообщило о причастности агентов СБУ ко взрыву на белорусском аэродроме Мачулищи 26 февраля, в результате которого пострадал российский военный самолёт А-50.
21 апреля 2023 года издание Le Monde сообщило, что Украина запрашивала у Франции цифровые карты о рельефе местности Беларуси, позволившие бы украинским летательным аппаратам летать на низких высотах в любое время суток и при любой видимости. Однако Франция отказалась предоставить подобные карты.

### Арест и конфискация собственности, захват белорусских граждан
В начале марта 2022 года Украина конфисковала у БЖД 5000 вагонов.
29 марта Украина конфисковала 7 тыс. тонн белорусских калийных удобрений, предназначенных для стран Азии.
7 апреля 2022 года Александр Лукашенко заявил, что Украина начала арестовывать белорусские фуры и задерживать их водителей. Он также рассказал об успешно проведённой спецоперации по освобождению около сотни водителей и возвращению их на родину. Председателю КГБ Ивану Тертелю было поручено представить участников операции к государственным наградам. По сообщению государственного секретаря Совета безопасности Александра Вольфовича, некоторые заложники погибли, в Беларусь были доставлены только их тела. Посол Украины в Беларуси Игорь Кизим подтвердил присутствие белорусских водителей на территории Украины. По его словам, возвращением их домой занимались по большей части дипломаты, а не КГБ.
15 апреля БЭБ Украины конфисковало шесть белорусских вагонов с 380 тоннами азотно-фосфорных и калийных удобрений на сумму в $300 тыс.
25 апреля Украина заявила о национализации единственного белорусского судна класса «река — море» «Надежда».
30 апреля ГБР Украины арестовало и передало ВСУ 3 тыс. т дизельного топлива, с 23 февраля хранившегося в белорусских вагонах-цистернах на территории Черниговской области.
13 мая БЭБ Украины арестовало 158 машин производства МАЗ, грузовых автомобилей МАЗ-6516 и автобусов, на сумму $7,4 млн.

### Строительство стены
В ноябре 2022 года Украина начала строительство стены на границе с Беларусью.

## Действия НАТО

### Заявления политиков
12 мая 2023 года представитель ЕС по вопросам внешней политики и политики безопасности Жозеп Боррель по итогам неформальной встречи министров иностранных дел государств ЕС в Стокгольме заявил, что ЕС не позволит Украине стать «второй Беларусью» и формула мира Владимира Зеленского является единственной приемлемой.

### Военные учения и усиление войск
В конце июня 2022 года, накануне 36-го саммита НАТО, генеральный секретарь НАТО Йенс Столтенберг заявил о намерении усилить группировку быстрого реагирования с 40 тыс. до 300 тыс. военных, многие из которых находятся на восточных границах альянса. По словам Столтенберга, сразу несколько военных группировок НАТО в Восточной Европе будут усилены до бригадного уровня и превращены в тактические группы численностью в несколько тысяч каждая. Одновременно с этим руководитель правящей партии Польши «Право и справедливость» Ярослав Качиньский заявил, что Польша намерена увеличить численность армии со 150 тыс. до 400 тыс. военных, а также приобрести новое вооружение, включая РСЗО HIMARS, истребители F-35, танки Abrams, ЗРК Patriot.
В конце августа 2022 года, для участия в операции «Атлантическая решимость», США перебросили в Европу дополнительную военную технику, включая бригаду армейской авиации 1-й бронетанковой дивизии. 26 августа Александр Лукашенко, во время посещения ММЗ имени С. И. Вавилова, на вопрос журналиста по поводу этой операции ответил, что белорусские военные самолёты уже переоборудованы для несения российского ядерного оружия.
После того, как, по данным Варшавы, 1 августа 2023 года два белорусских вертолёта нарушили воздушное пространство Польши, к границе с Беларусью были переброшены боевые вертолёты двух бригад для боевого дежурства.

## Действия России
21 августа 2022 года канцлер Германии Олаф Шольц рассказал о разговоре с Владимиром Путиным непосредственно до вторжения. По его словам, Путин не рассматривает Беларусь и Украину как независимые страны а исходной целью вторжения является захват Украины.
В конце февраля 2023 года западные СМИ, такие как Yahoo News, Süddeutsche Zeitung,  стали сообщать о получении доступа к документу под названием «Стратегические цели Российской Федерации в Беларуси», якобы подготовленному в 2021 году Администрацией Президента России. Согласно этому документу, Россия имеет намерение поглотить Беларусь до 2030 года, однако не путём военного вторжения, как в случае с Украиной, а посредством принуждения к постепенной интеграции в Союзное государство. По сообщению тех же СМИ, похожий план был разработан также для Молдовы.

## Последствия для Беларуси

### Персональные санкции
24 февраля 2022 года Европейский совет ввёл санкции против 20 белорусских военных, 2 марта 2022 года — против ещё 22 за «их роль в принятии решений и стратегическое планирование процессов, которые привели к белорусскому участию в российской агрессии против Украины». 6 апреля 2022 года дополнительные персональные санкции против военных и бизнесменов ввела Канада.

### Экономические санкции
2 марта 2022 года Европейский совет ввёл ограничения на торговлю товарами, которые используются в производстве табачных изделий, топлива, битуминозных субстанций, газообразных углеводородных продуктов, продуктов из калийных удобрений, продукции деревообрабатывающей, цементной, резиновой промышленности, а также чёрной металлургии. Одновременно были введены дополнительные ограничения на торговлю товарами двойного назначения и технологиями, а также некоторыми товарами, технологиями и услугами, которые могут использоваться в военной сфере.
9 марта 2022 года было заявлено о намерении отключить от SWIFT белорусские банки «Белагропромбанк», «Банк Дабрабыт», «Банк развития Республики Беларусь», включая их дочерние компании, а также запретить продавать и поставлять Республике Беларусь банкноты евро.
В конце марта белорусский Альфа-банк получил уведомление от большинства европейских брокеров о заморозке инвестиционных счетов доверительного управления «в связи с санкционными ограничениями, введёнными данными странами».
8 апреля 2022 года Евросоюзом был принят пятый пакет санкций против России, в котором белорусским и российским автотранспортным предприятиям запрещаются перевозки по территории ЕС, в том числе транзитом. Исключение сделано для фармацевтических, медицинских, сельскохозяйственных и продовольственных товаров, а также гуманитарных грузов. Кроме этого, была запрещена продажа банкнот и ценных бумаг, номинированных в любой официальной валюте государств-членов ЕС, России и Беларуси или любому физическому или юридическому лицу, организации или органу в России и Беларуси. Президент США Джо Байден подписал закон о приостановке нормальных торговых отношений с Россией и Беларусью, а также о запрете импорта российских энергоносителей.
Для ужесточения борьбы с обходом санкций 10 апреля 2022 года к системе глобального экспортного контроля за поставками товаров, потенциально нарушающих введённые санкции, присоединились 4 новых государства Западной Европы, и общее количество государств в коалиции составило 38.
2 июня был принят шестой пакет санкций против России, в котором белорусский «Белинвестбанк» был отключён от SWIFT.
11 августа Александр Лукашенко собрал совещание правительства, на котором заявил, что Литва лишила белорусский «Беларуськалий» 30%-ой доли в клайпедском терминале навалочных грузов Biriu kroviniu terminalas (BKT) и в связи с этим поручил правительству проработать варианты по созданию собственной портовой инфраструктуры на территории России.

#### Меры по смягчению последствий и ответные шаги
11 марта Александр Лукашенко, на встрече с Владимиром Путиным, назвал санкции «свинством Запада» и нарушением международных норм, а также сказал, что санкции дадут новые возможности для двух стран.
Беларусь и Россия стали отказываться от расчётов за товары и услуги в долларах и евро. 2 апреля премьер-министр Беларуси Роман Головченко заявил, что страна переходит на оплату поставляемых из России нефти и газа в российских рублях.
29 июня белорусское правительство приняло решение проводить выплаты по еврооблигациям в белорусских рублях. Агентства Moody's и S&P понизили кредитный рейтинг Беларуси до дефолтного. 24 августа Беларусь произвела очередной платёж по еврооблигациям в белорусских рублях.
6 октября Александр Лукашенко подписал Директиву № 10 «О недопустимости роста цен».
Из-за западных санкций республике пришлось существенно переориентировать торговые потоки. Согласно статистике Белстат, за 2022—2023 годы доля России в совокупном товарном экспорте Беларуси увеличилась более чем в 1,5 раза и к концу 2023 года достигла примерно 65 %. Две трети экспортируемых белорусских товаров и услуг стало поставляться на российский рынок. Доля стран Азии в белорусском экспорте также выросла существенно — в 1,6 раза.

### Преследования белорусов
3 марта 2022 года министр иностранных дел Германии Анналена Бербок призвала прекратить нападки на живущих в Германии россиян и белорусов.

### Отказ от сотрудничества
В июне 2022 года ЦЕРН заявил, что полностью прекращает сотрудничество с Россией и Беларусью в 2024 году, когда истекут текущие пятилетние соглашения о совместной деятельности.
В январе 2023 года Беларусь и Россия были исключены из списка вещателей четырёх Олимпийских игр 2026—2032 годов.